# Monika Michaliszyn

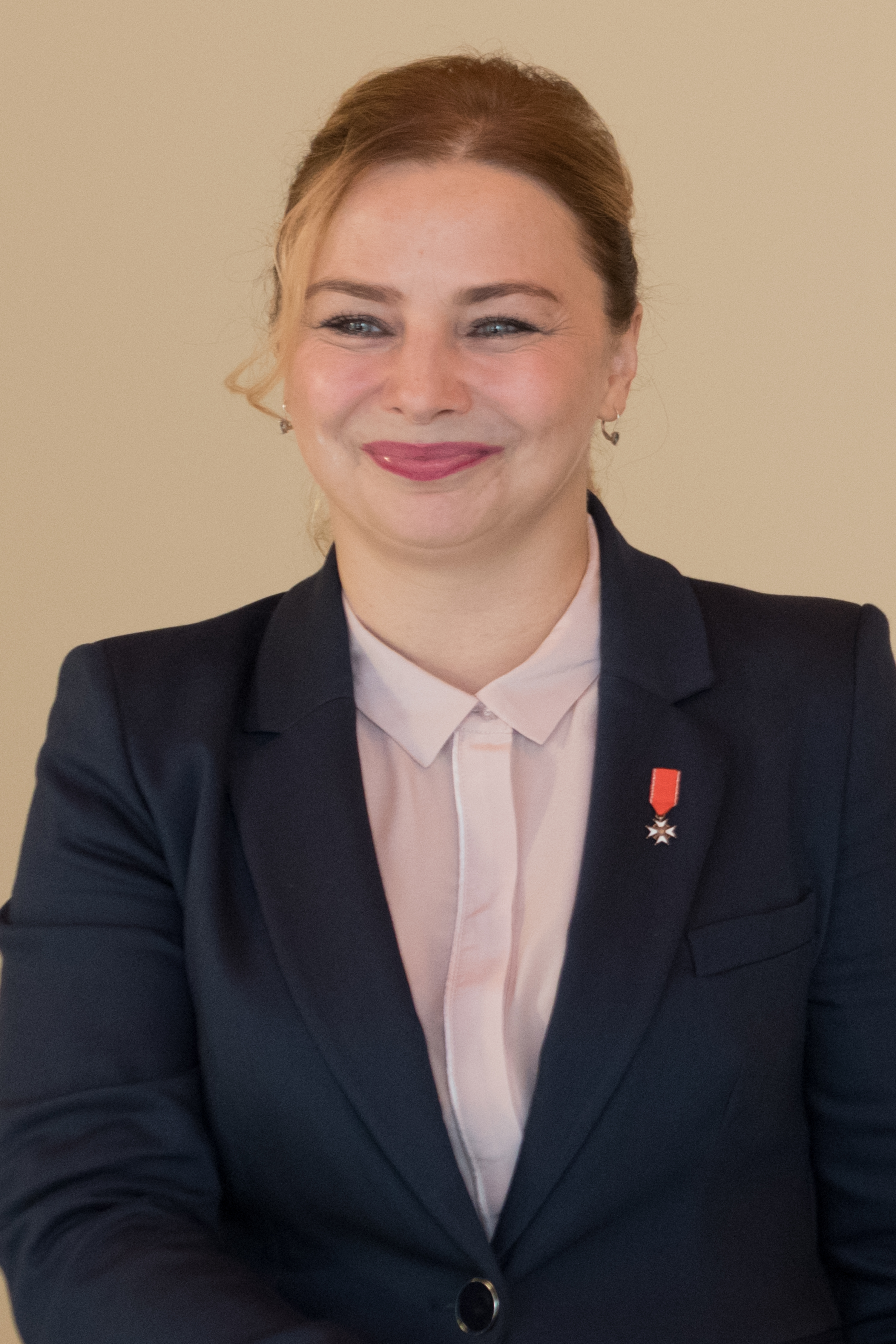

Monika Iwona Michaliszyn (geb. 22. Mai 1974) ist eine polnische Philologin, Übersetzerin und Diplomatin, die seit 2018 bis 2024 als Botschafterin Polens in Lettland tätig war.

## Leben

### Ausbildung
Monika Michaliszyn hat Polnisch und Lettisch an der Adam-Mickiewicz-Universität in Posen studiert. Im Jahr 2003 verteidigte sie ihre Doktorarbeit über die Namen von Farben in der polnischen und lettischen Sprache. Im darauffolgenden Jahr wurde sie zur zertifizierten Übersetzerin der lettischen Sprache ernannt.
Neben Polnisch und Lettisch spricht sie auch Englisch, Deutsch und Russisch.

### Karriere
Zwischen 1998 und 2003 war sie Leiterin des Referats für lettisch-polnische Kulturbeziehungen an der lettischen Kulturakademie in Riga. Von 2002 bis 2003 war sie auch als Übersetzerin für die polnische Botschaft in Riga tätig.
Im Jahr 2003 zog sie nach Polen, wo sie an der Universität Warschau als Adjunktin zu arbeiten begann. Im Jahr 2013 wurde sie Leiterin des Referats für polnisch-baltische Kulturbeziehungen und 2015 Koordinatorin für die Zusammenarbeit der Universität Warschau mit den baltischen Staaten. Ihre Forschungsschwerpunkte sind die baltischen Staaten, insbesondere die lettische Geschichte, Kultur und Beziehungen zu Polen.
Zwischen 2006 und 2007 war sie die Hauptberaterin des Vorsitzenden des Ausschusses für auswärtige Angelegenheiten des polnischen Parlaments. Im Jahr 2007 war sie als Gesandte des Premierministers für die Zusammenarbeit mit den baltischen Staaten zuständig. Im Jahr 2013 wurde sie Mitglied des baltischen Beraterteams des Außenministers.
Seit 2006 ist sie Präsidentin der Polnisch-Baltischen Gesellschaft (Towarzystwo Polsko-Bałtyckie).
Seit dem 2. September 2018 bis dem 31. Mai 2024 war sie die Botschafterin in Lettland.